# مامادی دومبویا
مامادی دومبویا (انگلیسی: Mamady Doumbouya؛ زادهٔ ۴ مارس ۱۹۸۰) نظامی و سیاست‌مدار اهل گینه است که بعد از کودتای 5 سپتامبر که به خلع آلفا کنده انجامید، از تاریخ  1 اکتبر 2021 مسئولیت ریاست جمهوری دوره گذار را بر عهده گرفته است. او یکی از اعضای گروه نیروهای ویژه گینه است و قبلا عضو لژیون خارجی فرانسه بوده است. 
وی از تبار مردم ماندینکا و در ناحیه کانکان متولد شده است.  